# Elizabeth Freeman

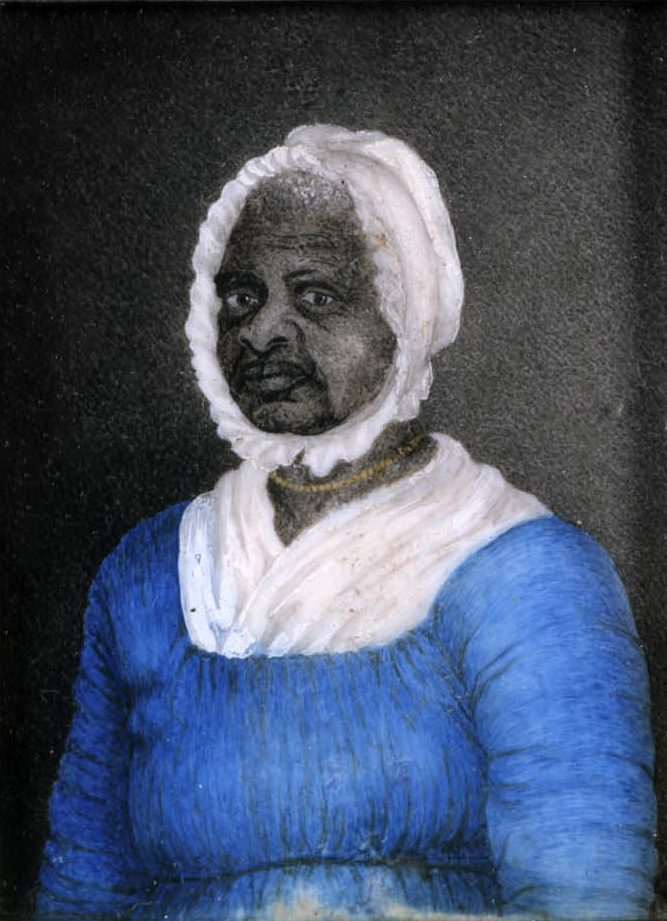
Ein von Susan Anne Livingston Ridley Sedgwick im Jahr 1811 mit Wasserfarbe auf Elfenbein angefertigtes Porträt von Freeman

Elizabeth Freeman, auch Bett, Mumbet bzw. Mum Bett (* ca. 1742 in Claverack, Provinz New York; † 28. Dezember 1829 in Stockbridge, Massachusetts, Vereinigte Staaten), gehörte zu den ersten schwarzen Sklaven in Massachusetts, die ein Gerichtsverfahren gegen ihre Haltung als Sklave anstrengten und dieses unter der 1780 geltenden Verfassung auch gewannen. Ihr Fall, der als Brom and Bett v. Ashley im August 1781 zu ihren Gunsten entschieden wurde, wurde als Präzedenzfall für die Verhandlung von Quock Walker am Massachusetts Supreme Judicial Court herangezogen. Nachdem der Supreme Court Walker auf der Basis der gültigen Verfassung freigesprochen hatte, wurde dieses Urteil als informelles Ende der Sklaverei im Bundesstaat angesehen.

“Any time, any time while I was a slave, if one minute's freedom had been offered to me, and I had been told I must die at the end of that minute, I would have taken it — just to stand one minute on God's airth [sic!] a free woman — I would.”

„Wenn mir jemand während meiner Zeit als Sklavin nur eine Minute Freiheit unter der Bedingung versprochen hätte, dass ich am Ende dieser Minute sterben müsste, hätte ich dieses Angebot zu jeder, zu wirklich jeder Zeit angenommen, nur um für diese eine Minute als freie Frau auf Gottes Erde stehen zu können.“

## Leben
Da Freeman Analphabetin war, hinterließ sie keine eigenen Aufzeichnungen über ihr Leben. Ihre Geschichte wurde daher aus den offiziellen historischen Aufzeichnungen sowie aus vielen Schriftstücken von Zeitgenossen zusammengesetzt, denen sie ihre Geschichte erzählt hatte oder die sie von Dritten erzählt bekamen.

### Leben als Sklavin
Elizabeth Freeman wurde ca. 1742 als Sklavin in Claverack auf der Farm von Pieter Hogeboom geboren, wo man ihr den Namen Bett gab. Als Hogebooms Tochter Hannah den aus Sheffield stammenden John Ashley heiratete, erhielt sie die jugendliche Bett als Hochzeitsgeschenk. Dort blieb Bett bis zu ihrer Freilassung im Jahr 1781. Sie heiratete in dieser Zeit ebenfalls und bekam eine Tochter namens Betsy, wobei die Heirat selbst nicht beurkundet wurde. Ihr Ehemann, dessen Name ebenfalls unbekannt ist, kam aus dem Amerikanischen Unabhängigkeitskrieg nicht zurück.
Ihr gesamtes Leben hindurch zeigte Bett einen starken Willen und eine ausgeprägte Selbstwahrnehmung. So kam es unter anderem mit Hannah Ashley, die in der strengen niederländischen Kultur der Provinz New York aufgewachsen war, zu einem Konflikt, als Bett Hannah davon abhielt, ihre Tochter Betsy mit einer erhitzten Schaufel zu schlagen und sich dabei selbst eine tiefe Wunde im Arm zuzog. Bett ließ die heilende Wunde unbedeckt, so dass sie von allen als Beweis ihrer barschen Behandlung gesehen werden konnte: „Ich hatte den ganzen Winter über einen verletzten Arm, aber Madam hat es noch schlimmer getroffen. Ich habe die Wunde nie verdeckt, und wenn Leute mich vor Madam fragten, warum mein Arm schmerze, so antwortete ich: ,Fragen Sie Missis!‘ Wer war nun der Sklave, und wer war die wirkliche Missis?“

### Gewinn der Freiheit
John Ashley war ein Anwalt mit Abschluss an der Yale University, der zu einem wohlhabenden Landbesitzer und Geschäftsmann geworden war und eine leitende Position in der Gesellschaft einnahm. In seinem Haus, das noch heute als Museum erhalten ist, wurden eine Vielzahl politischer Diskussionen geführt. Es ist außerdem höchstwahrscheinlich der Ort, an dem die Sheffield Declaration unterzeichnet wurde, die eine Vorläuferin der Unabhängigkeitserklärung der Vereinigten Staaten war.
Kurz nach dem Ende des Unabhängigkeitskriegs hörte Bett der Verlesung der Verfassung von Massachusetts in Sheffield zu, worin es in Artikel 1 heißt: „Alle Menschen sind frei und gleich geboren, und haben bestimmte natürliche, essenzielle und unveräußerliche Rechte, als solches mag auch das Recht gelten, ihr Leben und ihre Freiheiten zu entfalten und zu verteidigen, das Recht, Eigentum zu erwerben, zu besitzen und zu verteidigen, kurzum das Recht, ihre Sicherheit und ihr Glück zu erstreben und zu erlangen.“ Bett suchte daraufhin den Rat von Theodore Sedgwick, einem jungen abolitionistisch geprägten Anwalt, der ihr dabei helfen sollte, ihre Freiheit vor Gericht zu erkämpfen: „Ich habe gestern die Verlesung der Verfassung gehört, in der steht, dass alle Menschen gleich erschaffen werden und dass jedermann das Recht auf Freiheit besitzt. Ich bin kein dummes Stück Vieh; steht mir nach dem Gesetz etwa keine Freiheit zu?“ Sedgwick nahm ihren und dazu noch einen analog gelagerten Fall von Brom an, der ebenfalls als Sklave bei den Ashleys arbeitete. Sedgwick holte sich dafür Unterstützung von Tapping Reeve, dem Gründer der ersten US-amerikanischen juristischen Fakultät in Litchfield, Connecticut.
Der Fall Brom and Bett vs. Ashley wurde im August 1781 vor dem County Court of Common Pleas in Great Barrington verhandelt. Sedgwick und Reeve argumentierten, dass die Passage „Alle Menschen werden gleich erschaffen“ in letzter Konsequenz die Sklaverei im Bundesstaat verbiete. Als die Geschworenen zugunsten der Klägerin entschieden, wurde sie zur ersten afroamerikanischen Frau, die auf der Grundlage der bundesstaatlichen Verfassung von Massachusetts auf freien Fuß gesetzt wurde.
Die Geschworenen urteilten, dass „Brom und Bett weder jetzt noch zum Zeitpunkt ihres Erwerbs legale Neger des John Ashley“ waren. Das Gericht setzte eine Schadenssumme von 30 Schilling fest (dies entspricht heute – bei reiner Betrachtung der Inflation – einem Gegenwert von 146 Pfund) und sprach beiden Klägern Schadensersatz für ihre geleistete Arbeit zu.

### Leben in Freiheit
Nach der Verkündung des Urteils nahm Bett den Namen Elizabeth Freeman an. Obwohl Ashley sie bat, in sein Haus zurückzukehren und gegen Bezahlung zu arbeiten, entschied sie sich dafür, eine Stelle als Haushälterin bei ihrem Anwalt Sedgwick anzunehmen. Dort arbeitete sie bis 1808 für die Familie als Oberdienerin und Gouvernante für die Kinder der Sedgwicks, die sie Mum Bett nannten. Weitgehend zeitgleich arbeitete Agrippa Hull, der jahrelang im Unabhängigkeitskrieg gekämpft hatte, ebenfalls für die Familie.
Die von Freeman betreute Tochter Catharine Sedgwick wurde später zu einer weithin bekannten Schriftstellerin, die unter anderem das Leben ihrer Gouvernante aufschrieb. Nachdem alle Kinder der Sedgwicks ein bestimmtes Alter erreicht hatten und keiner Betreuung mehr bedurften, kauften Freeman und ihre Tochter ein eigenes Haus in Stockbridge.
Das wahre Alter von Elizabeth Freeman ist bis heute nicht bekannt, jedoch wird ihr geschätztes Alter auf ihrem Grabstein mit 85 Jahren angegeben. Sie starb im Dezember 1829 und wurde im Familiengrab der Sedgwicks in Stockbridge beigesetzt. Die Familie stellte den Grabstein zur Verfügung, auf dem folgende Inschrift zu lesen ist:

“ELIZABETH FREEMAN, known by the name of MUMBET died Dec. 28th 1829. Her supposed age was 85 Years. She was born a slave and remained a slave for nearly thirty years; She could neither read nor write, yet in her own sphere she had no superior or equal. She neither wasted time nor property. She never violated a trust, nor failed to perform a duty. In every situation of domestic trial, she was the most efficient helper and the tenderest friend. Good mother, farewell.”

„ELIZABETH FREEMAN, bekannt als MUMBET, starb am 28. Dezember 1829. Ihr geschätztes Alter betrug 85 Jahre. Sie wurde als Sklavin geboren und blieb für nahezu dreißig Jahre Sklavin; sie konnte weder lesen noch schreiben, aber in ihrer eigenen Welt hatte sie keine Vorgesetzten oder Gleichgestellten. Sie verschwendete ebenfalls weder Zeit noch Besitz. Sie missbrauchte nie Vertrauen und versagte nie in ihrer Pflichterfüllung. Sie war jeder häuslichen Belastung gewachsen und eine zärtliche Freundin. Liebe Mutter, lebe wohl.“

## Nachwirkung
Das Urteil im Fall Elizabeth Freeman wurde als Präzedenzfall in der Verhandlung Quock Walker v. Jennison am Massachusetts Supreme Judicial Court angeführt, woraufhin Quock Walkers Freiheit bestätigt wurde. Beide Gerichtsurteile bildeten die juristische Grundlage zur Abschaffung der Sklaverei in Massachusetts. Vermont hatte dies zu diesem Zeitpunkt bereits in die Verfassung aufgenommen.
Der Historiker W. E. B. Du Bois behauptete, mit Freeman verwandt zu sein, da sie seinen Urgroßvater mütterlicherseits Jack Burghardt geheiratet habe. Jedoch war Freeman 20 Jahre älter als Burghardt, und es gibt keine offiziellen Dokumente über die angebliche Hochzeit. Möglicherweise war es Freemans Tochter Betsy Humphrey, die Burghardt heiratete, nachdem sie ihr erster Ehemann Jonah Humphrey verlassen hatte und Burghardts erste Frau verstorben war. Falls dies zutrifft, wäre Elizabeth Freeman die Stief-Ur-Urgroßmutter von Du Bois.

## Weblink
- Elizabeth “Mumbet” Freeman